# جورج بروستاد
جورج بروستاد (بالنرويجية البوكمول: Georg Antonius Brustad)‏ (23 نوفمبر 1892 – 17 مارس 1932) هو ملاكم نرويجي راحل، مثّل بلاده في الألعاب الأولمبية الصيفية 1912.

## روابط خارجية
جورج بروستاد على موقع بوكس ريك (الإنجليزية) (registration required)
- جورج بروستاد على موقع أوليمبيديا (الإنجليزية)